# 白山镇 (马山县)
白山鎮是中国广西壮族自治区南宁市马山县下辖的一个镇。白山镇由原白山镇与合群乡于2003年3月合并而成，是马山县縣城的所在地，马山政治、经济、文化中心，以南宁市武鸣区命名的武鸣河发源于此。
现辖15个行政村6个社区，总面积223.36平方公里，耕地面积2691.4公顷，其中水田1017公顷，旱地1574.4公顷，总人口74817人 。
白山镇科技、教育、文化、卫生、体育等社会事业也都走在全县的前列，舞龙舞狮、会鼓、花灯会展等民族传统活动丰富多彩，近年来先后组织合群村、新兴社区的铜鼓队到南宁、梧州等地为区内外各届人士表演，多次载誉而归。
改革开放以来，在“工业强镇、商贸活镇、多经富民”思想的指导下，该镇不断优化环境，加大招商引资力度，经济建设和城镇化建设取得了巨大的成效。

## 行政区划
白山镇下辖以下地区：
西华社区、四达社区、镇北社区、同富社区、中学社区、新兴社区、新汉村、尚新村、上龙村、大同村、合群村、合作村、内学村、造华村、立星村、兴华村、玉业村、民新村、古腰村、三联村和民族村。